# Talbot Typ Aachen
Die zweiachsigen Dieseltriebwagen des Talbot Typs Aachen wurden von der Waggonfabrik Talbot um 1950 entwickelt. Es sind fünf
Fahrzeuge bekannt, die für Privatbahnen in Niedersachsen, die Meppen-Haselünner Eisenbahn, die normalspurige Hümmlinger Kreisbahn und die Ruhr-Lippe-Eisenbahnen gebaut wurden.
Weitere Stationen waren die Mindener Kreisbahnen, erneut die Hümmlinger Kreisbahn sowie die Emsländische Eisenbahn. Dort ist der einzige bekannte erhaltene Triebwagen zu finden, der ehemalige Hümmlinger Kreisbahn T1 (Normalspur), der bei der EEB die Bezeichnung T1 trägt.
Die Fahrzeuge der Ruhr-Lippe-Eisenbahnen wurden nach der Ausmusterung bei Museumsbahnen in den Niederlanden eingesetzt. Als letzter Eigentümer wurden für den T3 die Chemin de fer à vapeur des 3 vallées in Belgien und für den T5 die Museumstoomtram Hoorn–Medemblik genannt, wo der Wagen als verschrottet vermerkt ist.

## Geschichte und Einsatz

### Meppen-Haselünner Eisenbahn T11 und T12
Die Triebwagen der Waggonfabrik Talbot wurden nach dem Zweiten Weltkrieg ähnlich wie die der Waggonfabrik Wismar vor dem Krieg nach geografischen Bezeichnungen benannt. Sie wurden beschafft, weil nach dem Krieg auf der Gesellschaft starker Fahrzeugmangel herrschte. Hier wurden die beiden ersten Triebwagen der Serie abgeliefert. Der Prototyp T11 hatte noch eine kantige Vorderfront wie die um dieselbe Zeit beschafften Triebwagen der Bauart Frankfurt. Der zweite Wagen hatte bereits die abgerundete Vorderfront. Die Fahrzeuge versahen hier ungefähr 15 Jahre Dienst. Der T11 wurde 1967 in einen Beiwagen umgebaut und ging 1973 in den Besitz der Museum Buurtspoorweg in den Niederlanden. Dort wurde das Fahrzeug 1982 verschrottet. Der T12 fuhr bis 1971 und gelangte in den Besitz der Deutschen Gesellschaft für Eisenbahngeschichte. Dort wurde er 1975 verschrottet.

### Ruhr-Lippe-Eisenbahn T3 und T5
Die Ruhr-Lippe-Eisenbahn erhielt die T3 und T5. Sie versahen 10 bzw. 15 Jahre auf diesen Strecken Dienst und wurden dann an andere Gesellschaften abgegeben.

### Hümmlinger Kreisbahn T1 und T3
1957 erhielt die Hümmlinger Kreisbahn mit ihrem T1 (Normalspur) einen fabrikneuen Triebwagen aus Aachen. Der Personenverkehr lief mit den neuen Fahrzeugen sehr gut an, und die Beförderungszahlen stiegen gegenüber dem Schmalspurbetrieb stark an. Dieser Triebwagen ist erhalten. Obwohl 1970 der Personenverkehr auf der Strecke beendet wurde, wurde das Fahrzeug nicht verschrottet. Es ging 1993 in den Bestand der Emsländischen Eisenbahn über und wird gelegentlich für Sonderfahrten herangezogen.
1966  wurde der ehemalige T5 der Ruhr-Lippe-Eisenbahn als zweiter Aachener Triebwagen von der Hümmlinger Kreisbahn übernommen, wo er etwa fünf Jahre blieb. Er wurde 1970 an die Museumstoomtram Hoorn–Medemblik verkauft. Der Triebwagen hatte die interne Bezeichnung M 1503 und den Beinamen Uil. 1982 wurde der Wagen ausgemustert und an die Veluwsche Stoomtrein Maatschappij weitergegeben. Zu einem nicht bekannten Zeitpunkt wurde der Wagen verschrottet.

### Mindener Kreisbahnen T9
Als am 4. Juni 1968 der MKB T8 bei einem Unfall schwer beschädigt wurde, übernahm die Gesellschaft als Ersatz den ehemaligen T3 der Ruhr-Lippe-Eisenbahn und bezeichnete ihn als T9. Acht Jahre tat der Triebwagen hier Dienst, bis er 1975 an die Noordnederlandse Spoorbaan Assen-Rolde abgegeben wurde. Der Wagen wurde von dort an die Chemin de fer à vapeur des 3 vallées in Belgien weitergeben. Er ist dort noch immer vorhanden und wird unter einer fiktiven belgischen Baureihenbezeichnung als 550.09 geführt.

## Konstruktive Merkmale
Der nach einem Baukastensystem entworfene Triebwagen galt zu seiner Bauzeit als sehr modern. Nicht zuletzt sprach die Instandhaltung für einen Leichtbau; so waren bei den vor dem Krieg ausgeführten Triebwagen in den Fenstertaschen vermehrt Rostschäden durch Regenwasser zu verzeichnen. Bei der Neukonstruktion in Leichtbauweise wurden die Fenster zweigeteilt ausgeführt; das feststehende Fensterunterteil war mit dem Wagenkasten abgedichtet, der bewegliche Fensteroberteil war in 2/3 Fensterhöhe und war als Schiebefenster ausgeführt. Das einfache und übersichtlich konzipierte Fahrzeug zeichnete sich besonders durch die gefällige Stirnpartie und eine gelungene Linienführung aus. Bei dem Baumuster (MHE T11) war der Wagenkasten eckig nach der Form der Bauart Frankfurt ausgeführt.
Ab dem zweiten Fahrzeug waren die bereits beim BOE T162 verwendeten gebogenen Stirnfenster angewandt worden. Der Einstiegsbereich war mit raumsparenden Seitenschiebetüren versehen. Die Variante wurde ab 1972 bei der ČSD-Baureihe M 152.0 mit über 900 Exemplaren angewandt. Der Triebwagenführer hatte seinen Arbeitsplatz in der Mitte des Führerstandes, nach Kundenwunsch konnte er auf die rechte Seite verlegt werde, um eine mittlere Übergangstür einzubauen. Diese Variante wurde nicht ausgeführt.
Der Führerstand war vom Einstiegs- und Fahrgastabteil durch eine Glaswand abgetrennt. Der hintere Einstiegsraum konnte zu einem Gepäckraum umfunktioniert werden. Zwischen den Einstiegsräumen war der Fahrgastraum mit Doppelsitzbänken und Sitzanordnung 2+3. Die Seitenwand besaß fünf Fenster; die drei inneren Seitenfenster waren als Klappfenster ausgeführt, die äußeren Fenster waren festverglast. Der Triebwagen war mit einer Toilette ausgerüstet. Zu den Triebwagen wurden Beiwagen beschafft.
In einem gummigefederten Maschinentragrahmen war der luftgekühlte Achtzylinder-Viertakt-Dieselmotor A8L614 von KHD gelagert, der seine Kraft über das Mylius-Getriebe, einer Gelenkwelle und einem Achsgetriebe auf die eine angetriebene Achse abgab. Trotzdem hatte die Waggonfabrik Talbot mit diesem Erzeugnis auf dem Markt wenig Erfolg.